# 청색 낙오성

한 구상성단에 대한 헤르츠스프룽-러셀 도표, 청색낙오성이 보인다.

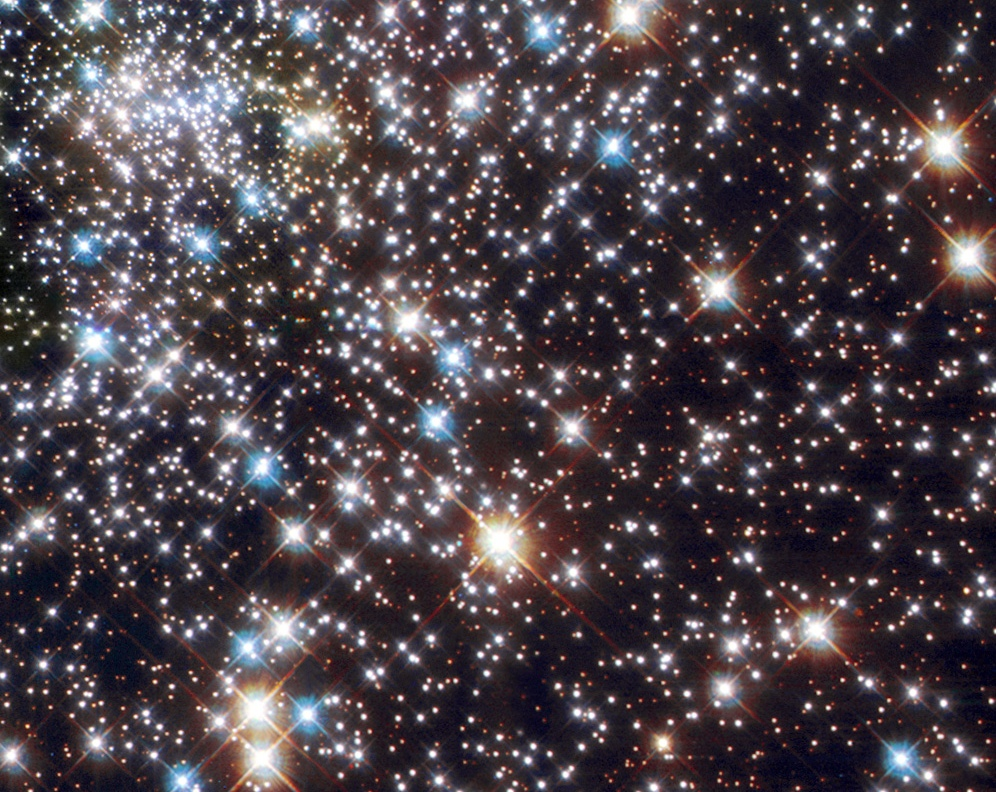
허블 우주 망원경이 촬영한 NGC 6397, 밝은 청색 낙오성이 많이 보인다.

청색 낙오성(영어: Blue straggler) 또는, BSS는 산개성단 또는 구상 성단에 있는 주계열성으로, 해당 성단의 전환점에 있는 주계열성보다 더 뜨겁고 밝은 별이다. 청색낙오성은 1953년 앨런 샌디지가 구상 성단 M3의 별들을 측광하는 과정에서 처음으로 발견된 별이다. 항성 진화에 관한 표준 이론은 헤르츠스프룽-러셀 도표에서 별의 위치는 크게 별의 초기 질량과 나이에 의해 측정되는 것으로 간주한다. 성단의 별들은 모두 거의 같은 시기에 형성되며, 따라서 성단에 대한 H-R 도표에서 모든 별들은 오로지 초기 질량으로부터 결정되는 각 별들의 위치와 성단의 나이에 따라 결정되는 뚜렷한 곡선을 따라 위치해 있어야 한다. 그래서 보통 성단 주계열성의 질량의 두 배에서 세 배 정도의 질량을 가진 청색 낙오성은 이 규칙에 대해 이례적인 것처럼 보인다. 이 문제에 대한 해결안은 청색낙오성이 발견되는 성단의 밀한 공간에서 둘 이상의 별 사이의 상호 작용과 상관되어 있다.

## 형성
청색낙오성의 존재에 대한 설명으로는 몇가지가 제기되어 왔다. 가장 간단한 설명은 청색낙오성이 성단의 나머지 별들보다 더 늦게 형성되었다는 것이지만, 이에 대한 증거는 제한되어 있다. 또다른 간단한 설명은 청색낙오성이 성단에 포함되어 있는 것처럼 보이지만 실제로 성단의 구성원이 아니거나, 성단에 의해 포획된 외톨이 별이라는 것이다. 다른 이론으로는 청색낙오성이 또다른 별 혹은 비슷한 질량의 천체와 너무 가까워져 충돌하여 만들어진 별이라는 것이 있다.

### 성단 상호작용

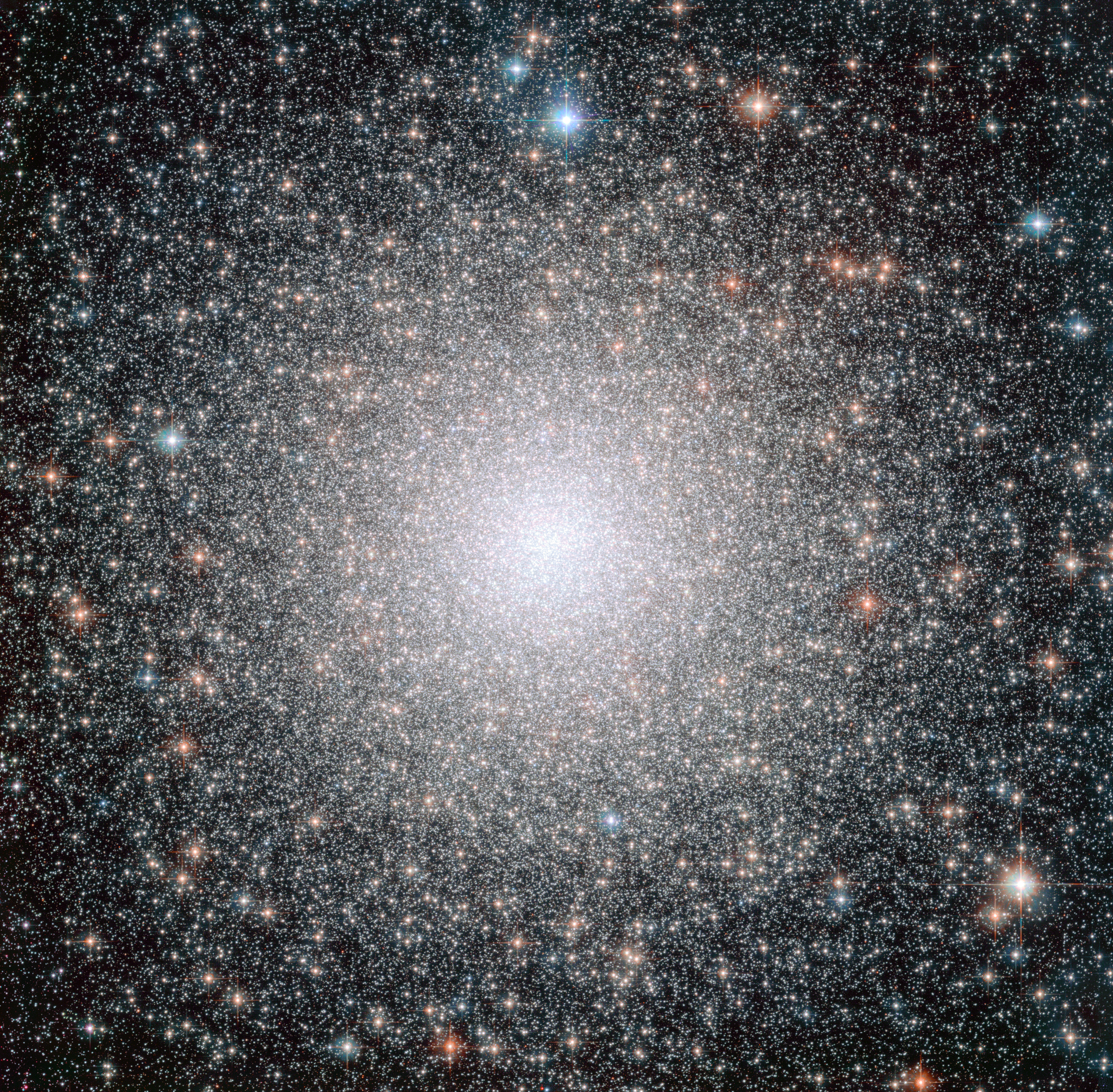
허블 우주 망원경에 의해 촬영된 구상 성단 NGC 6388.

청색 낙오성의 존재에 대한 설명으로 제시된 가장 유력한 두 설명은 성단의 구성원 간의 상호 작용을 수반한다. 한 설명은 이들이 합병 과정에 있거나 이미 합병된 현재 또는 과거에 쌍성이라는 것이다. 두 별의 병합은 주계열의 전환점에 있는 별보다 더 무거운 별을 형성할 수 있다. 주계열을 떠나 이미 진화한 전환점에 있는 별의 질량보다 더 무겁게 형성된 별은 이미 진화하여 주계열을 벗어났지만, 합병을 통해 형성된 무거운 별은 그만큼 빠르게 진화하지 않는다. 이러한 관점을 지지하는 증거가 존재하는데, 청색낙오성이 성단의 밀한 영역, 특히 구상 성단의 핵에서 훨씬 더 흔하게 보인다는 것이다. 단위부피 당 더 많은 별들이 존재하기 때문에, 별들의 충돌과 접근이 떠돌이 별 중에서 보다 성단에서 일어날 가능성이 더 크다. 그렇게 예측된 충돌 회수에 대한 계산 결과는 관측된 청색 낙오성의 수와 일치한다.

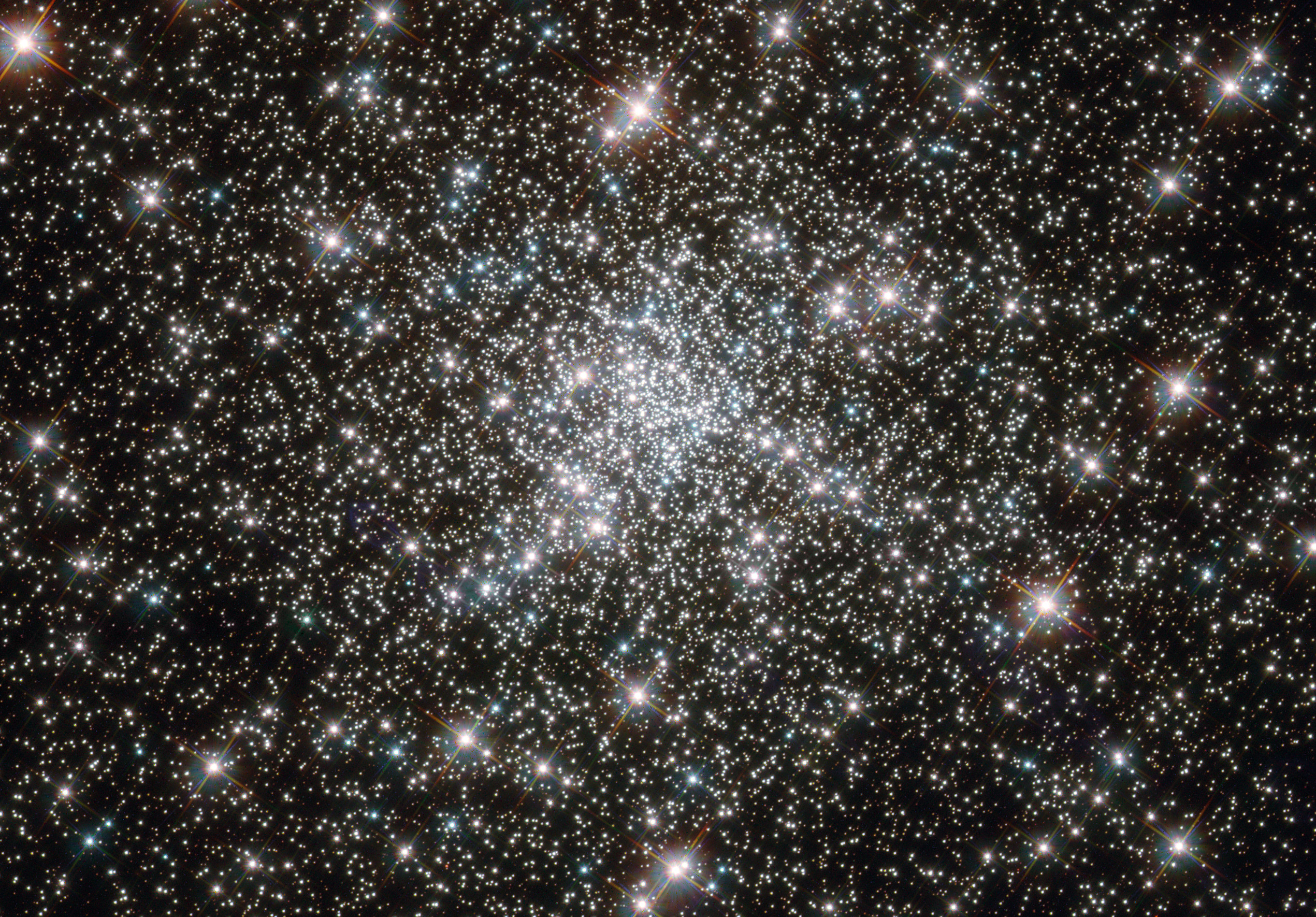
NGC 6752은 많은 청색낙오성을 포함하고 있는 구상성단이다.

이 가설을 검증할 수 있는 한가지 방법은 변광 청색 낙오성의 맥동에 대해 연구하는 것이다. 합병된 별의 항성 지진학적 특징은 유사한 질량과 광도를 가진 일반적인 맥동 변광성의 특징과는 정량적인 차이를 가질 것이다. 그러나, 맥동의 측정은 변광 청색 낙오성의 부족과 이들의 맥동에 따른 측광 진폭의 작음, 그러한 별들이 보통 발견되는 곳에서 가득 존재하는 떠돌이 별들로 인해 매우 어렵다. 일부 청색낙오성들은 빠르게 회전하는 것으로 관측되어 왔다. 일례로 충돌로 인한 형성과 일치하는, 큰부리새자리 47에서 태양보다 75 배 빨리 회전하는 것으로 관측된 별이 있다.
청색 낙오성의 존재를 설명하는 다른 하나는 쌍성계에서 형성된 두 별 사이의 질량 이동과 상관 있다. 쌍성계의 두 별 중 더 무거운 것은 먼저 진화하여 팽창하고, 쌍성의 로슈엽을 넘어서게 된다. 처음 더 무거운 짝별의 질량은 가벼운 짝별으로 빠르게 움직이며, 충돌 가설과 같이 왜 주계열성이 이미 주계열에서 벗어난 성단의 다른 별들보다 더 무거운지 설명할 수 있게 된다. 청색낙오성의 관측은 일부 별이 일반적인 별들보다 광구에서 상당히 적은 탄소 및 산소를 보유하고 있음을 발견하였는데, 이는 별 외부의 물질이 동반성의 내부에서부터 준설되어 오고 있다는 증거이다.

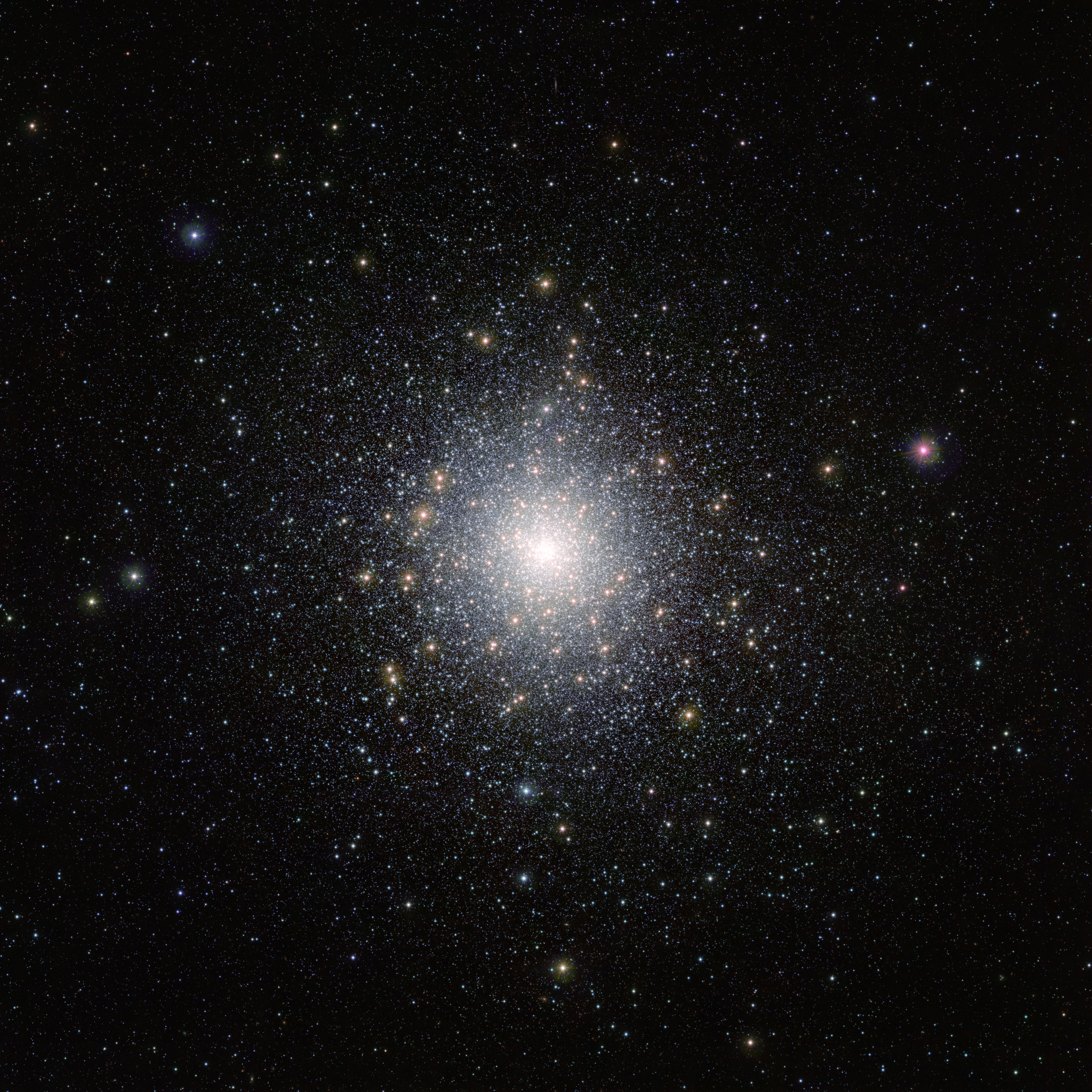
핵 주변에 적어도 21개의 청색 낙오성을 가지고 있는 큰부리새자리 47.

전반적으로, 쌍성 사이의 충돌과 질량 이동 모두 뒷 받침하는 증거가 있다. M3, 큰부리새자리 47, NGC 6752에서, 성단의 핵에서 설명 가능한 충돌 청색 낙오성과 성단 외곽에서 설명 가능한 질량 이동 청색 낙오성의 존재로 두 메커니즘 모두 유효한 것으로 보인다. 케플러 영역에서 두 청색낙오성을 둘러싼 저질량 백색왜성 짝별의 발견은 이들 두 청색 낙오성이 안정적인 질량 이동을 통해 질량을 흡수 했음을 암시한다.

## 다른 유형의 낙오성
"황색 낙오성" 또는 "적색 낙오성"은 주계열성의 전환점과 적색거성가지 사이의 색을 가진 별이지만 준거성가지보다는 밝다. 이러한 별들은 산개 성단과 구상성단에서 발견되어 왔고, 청색낙오성이 현재 거성가지로 진화하고 있는 것으로 보인다.

## 같이 보기
- 알골형 변광성
- 봉황자리 SX형 변광성
- 항성 충돌